# Bețîlove, Rozdilna
Bețîlove (în ucraineană Бецилове) este localitatea de reședință a comunei Rozdilna din raionul Rozdilna, regiunea Odesa, Ucraina.

## Demografie
Componența lingvistică a localității Bețîlove
     Ucraineană (93,22%)
     Română (3,72%)
     Rusă (2,63%)
     Alte limbi (0,44%)
Conform recensământului din 2001, majoritatea populației localității Bețîlove era vorbitoare de ucraineană (93,22%), existând în minoritate și vorbitori de română (3,72%) și rusă (2,63%).